# Carol J. Burns
Carol Jean Burns es una química estadounidense que es subdirectora de investigación en el Laboratorio Nacional Lawrence Berkeley. Su investigación se centra en la coordinación de actínidos y la química organometálica. Pasó una temporada en la Oficina de Política Científica y Tecnológica de la Casa Blanca y es miembro de la Sociedad Química Estadounidense. Fue galardonada la medalla Garvan-Olin de la American Chemical Society en 2021.

## Primeros años y educación
Burns se licenció en la Universidad de Rice, donde se especializó en química.  Se trasladó a la Universidad de California, Berkeley para realizar estudios de posgrado, donde fue becaria de la Fundación Hertz. Su investigación se centró en los complejos de lantánidos divalentes con ligandos no clásicos.  Tras completar su doctorado, Burns se unió al Laboratorio Nacional de Los Álamos como becaria postdoctoral J. Robert Oppenheimer.

## Investigación y carrera
Finalmente, Burns fue nombrada becaria de laboratorio en el Laboratorio Nacional de Los Álamos, donde desarrolló una nueva clase de compuestos de uranio de alta valencia que contienen enlaces múltiples metal-ligando. En 2003 dejó Los Álamos para trabajar como analista política en la Oficina de Política Científica y Tecnológica. Durante su estancia en la OSTP, Burns trabajó en las infraestructuras de defensa y la preparación ante las amenazas. En concreto, elaboró la Hoja de Ruta de la Defensa Nuclear.
En 2004, Burns volvió al Laboratorio Nacional de Los Álamos, donde fue nombrada Jefa de la División de Química. Supervisó un grupo de investigadores que podían analizar los restos e identificar a los responsables de los atentados terroristas. Ha actuado como mentora de investigadores que inician su carrera, y fue galardonada con el premio LANL Women's Career Development Mentoring Award. Fue elegida miembro de la Asociación Estadounidense para el Avance de la Ciencia.
En 2021, Burns recibió la Medalla Garvan-Olin de la American Chemical Society. Más tarde ese año fue nombrada subdirectora del Laboratorio Nacional Lawrence Berkeley.

## Publicaciones seleccionadas
- «Trends in Covalency for d- and f-Element Metallocene Dichlorides Identified Using Chlorine K-Edge X-ray Absorption Spectroscopy and Time-Dependent Density Functional Theory». Journal of the American Chemical Society. 131 (34). 5 de agosto de 2009. PMID 19705913. doi:10.1021/JA9015759.
- Arney, David S. J.; Burns, Carol J. (1995). «Synthesis and Properties of High-Valent Organouranium Complexes Containing Terminal Organoimido and Oxo Functional Groups. A New Class of Organo-f-Element Complexes». Journal of the American Chemical Society 117 (37): 9448-9460. ISSN 0002-7863. doi:10.1021/ja00142a011.
- Arney, David S. J.; Burns, Carol J. (1993). «Synthesis and structure of high-valent organouranium complexes containing terminal monooxo functional groups». Journal of the American Chemical Society 115 (21): 9840-9841. ISSN 0002-7863. doi:10.1021/ja00074a077.